# NGC 6393
NGC 6393 је спирална галаксија у сазвежђу Змај која се налази на NGC листи објеката дубоког неба.
Деклинација објекта је + 59° 31' 55" а ректасцензија 17h 30m 8,5s. Привидна величина (магнитуда) објекта NGC 6393 износи 15,7 а фотографска магнитуда 16,5. NGC 6393 је још познат и под ознакама MCG 10-25-54, KUG 1729+595, PGC 60405.